# Paul Rivet
Paul Rivet (7. května 1876 – 21. března 1958) byl francouzský etnolog, v roce 1937 zakladatel francouzského Musée de l'Homme. Byl také jedním ze zakladatelů Comité de vigilance des intellectuels antifascistes, antifašistické organizace, založené po krajně pravicových nepokojích ve Francii 6. února 1934.
Rivet je autorem hypotézy, že Jižní Amerika byla osídlena obyvateli, kteří do ní přišli z Austrálie a Melanésie. Jelikož byl vzděláním fyzik, účastnil se druhé francouzské geodetické expedice do Ekvádoru v roce 1901. Poté v Jižní Americe zůstal dalších 6 let. Po svém návratu spolupracoval s muzeem Muséum national d'histoire naturelle. Z jeho amerického pobytu vznikla práce Ancient Ethnography of Ecuador, vydaná v letech 1921–1922. V roce 1926 se Paul Rivet podílel na vzniku Institut d'Ethnologie v Paříži.
Rivet předpokládal, že kolébkou původního obyvatelstva Ameriky je Asie, odkud lidé přišli přes Beringovu úžinu, jak prvně publikoval Aleš Hrdlička, ale také, že migrace v menší míře probíhala i o 6000 let dříve z Austrálie a později i z Melanésie. Své závěry publikoval především v práci Les Origines de l'Homme Américain, vydané v roce 1943. Ta obsahovala lingvistické a antropologické argumenty, podporující tuto teorii.
V roce 1942 odcestoval do Kolumbie, kde pomáhal založit místní antropologický institut a antropologické muzeum. Do Paříže se vrátil v roce 1945 a zde působil jak jako univerzitní pedagog, tak i pokračoval ve svých výzkumech.